# Xã Scotland, Quận McDonough, Illinois
Xã Scotland (tiếng Anh: Scotland Township) là một xã thuộc quận McDonough, tiểu bang Illinois, Hoa Kỳ. Năm 2010, dân số của xã này là 448 người.